# Mieczysław Jankowski
Mieczysław Jankowski (ur. 15 października 1917 w Wilnie, zm. 10 kwietnia 2005 w Warszawie) – polski tancerz Opery i Teatru Wielkiego w Warszawie i pedagog w warszawskiej Państwowej Szkole Baletowej, długoletni partner życiowy Jerzego Waldorffa.

## Życiorys

### Młodość
Urodził się w rodzinie wileńskiego sędziego sądu grodzkiego. Mając kilkanaście lat pobierał pierwsze lekcje tańca klasycznego w szkole pani Muraszowej. Podczas okupacji od grudnia 1939 mieszkał w Warszawie, gdzie uczęszczał do konspiracyjnej średniej szkoły baletowej mieszczącej się na rogu ulic Mokotowskiej i Wilczej. Ćwiczył w niej pod okiem tancerza Leona Wójcikowskiego. Jesienią 1943 złożył publiczny szkolny egzamin.

### Kariera zawodowa
Tuż po wojnie został przyjęty do grupy tanecznej w nowo utworzonym Zespole Artystycznym Centralnego Domu Żołnierza, w którym występował przez kilka lat. W latach 50. występował w Operze i Filharmonii Warszawskiej, m.in. w Panu Twardowskim Ludomira Różyckiego (1951) i Jeziorze łabędzim Piotra Czajkowskiego (1956).
Później został tancerzem i asystentem baletmistrza Teatru Wielkiego w Warszawie. Pełnił także funkcję inspektora baletu i wykładowcy tańca klasycznego w Państwowej Szkole Baletowej w Warszawie. Jego wychowankiem jest m.in. choreograf Andrzej Glegolski.

### Twórczość

#### Role baletowe
- Opera – Warszawa
  - Pan Twardowski (premiera 1951), jako stwór piekielny
  - Jezioro łabędzie (premiera 1956), jako mistrz ceremonii

#### Realizacje spektakli
- Opera – Warszawa
  - Jezioro łabędzie (premiera 1956), jako inspektor baletu
- Teatr Wielki – Warszawa
  - Coppelia (premiera 1974), jako asystent baletmistrza
  - Adam i Ewa (premiera 1975), jako asystent baletmistrza
  - Księżycowy renifer (premiera 1975), jako asystent baletmistrza
  - Panna Julia (premiera 1975), jako asystent baletmistrza
  - Giselle (premiera: 1976), jako asystent baletmistrza
  - III Symfonia (premiera 1976), jako asystent baletmistrza
  - Stanisław i Anna Oświecimowie (premiera 1976), jako asystent baletmistrza
  - Wesele w Ojcowie (premiera 1976), jako asystent baletmistrza
  - Córka źle strzeżona (premiera 1977), jako asystent baletmistrza
  - Symfonia g-moll (premiera 1978), jako asystent baletmistrza
  - W górę-w dół (premiera 1978), jako asystent baletmistrza
  - Wariacje na temat Franka Bridge'a (premiera 1978), jako asystent baletmistrza
  - Defile (premiera 1978), jako asystent baletmistrza
  - Fedra (premiera 1978), jako asystent baletmistrza
  - Auric Georges (premiera 1978), jako asystent baletmistrza
  - Suite en blanc (premiera 1978), jako asystent baletmistrza
  - Popołudnie fauna (premiera 1978), jako asystent baletmistrza

### Związek z Jerzym Waldorffem

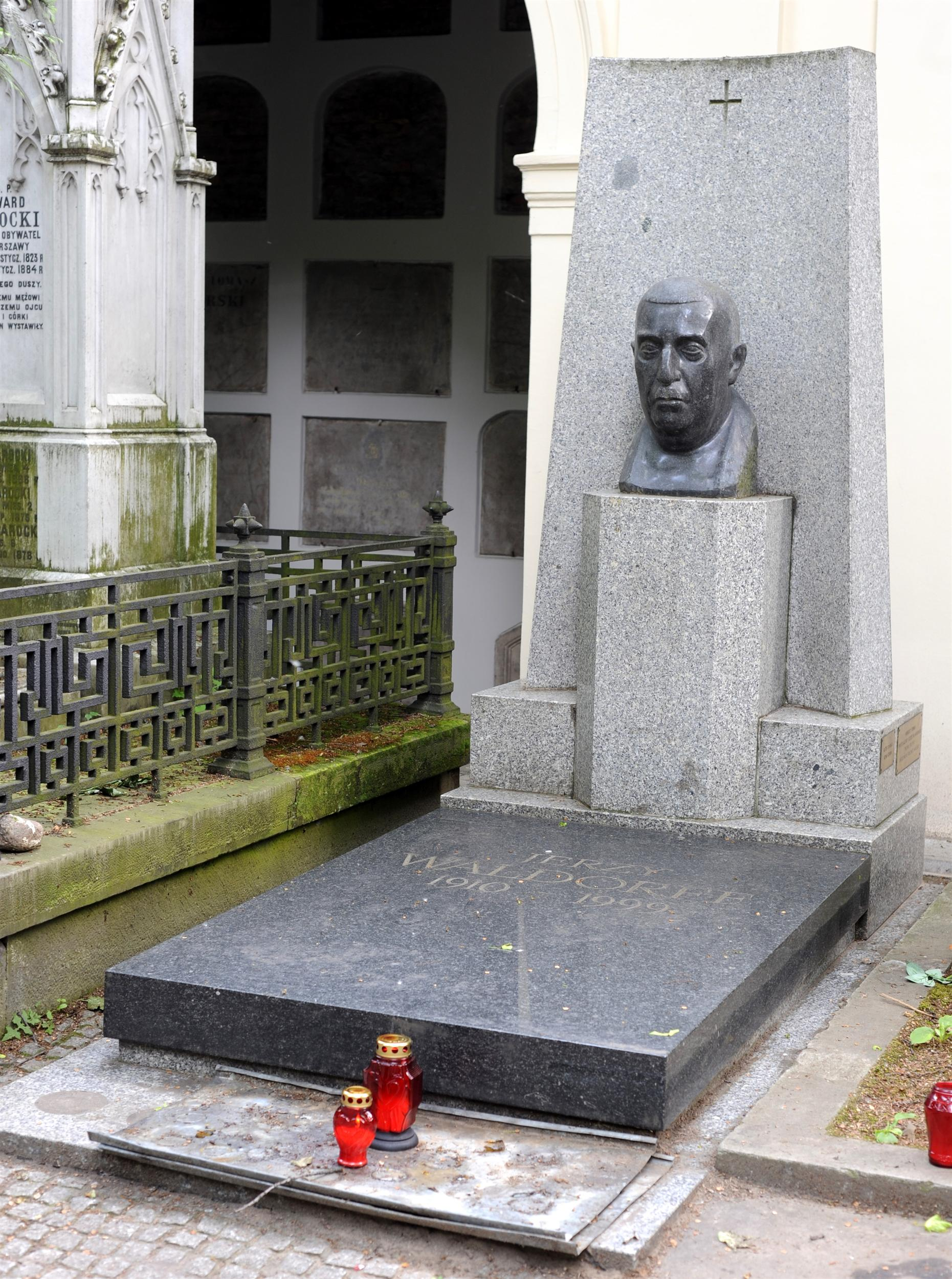
Nagrobek Jerzego Waldorffa na cmentarzu Powązkowskim w Warszawie, miejsce pochówku także M. Jankowskiego

Mieczysław poznał Jerzego Waldorffa w 1938 podczas pobytu w Warszawie. Wkrótce wspólnie wyjechali do Krynicy i po tym wyjeździe postanowili poinformować o swoim związku rodzinę, co oficjalnie nastąpiło 1 maja 1939. Matka Waldorffa zaakceptowała jego partnera, lecz część krewnych zareagowała ostracyzmem.
Późnym latem 1939 Mieczysław wrócił do Wilna, gdzie zastał go wybuch wojny. W październiku Jerzy przedostał się przez granicę okupacyjną i w grudniu sprowadził Mieczysława do Warszawy. Od tej pory do końca życia mieszkali razem.
Do związku i wzajemnego uczucia przyznawali się tylko wobec najbliższej rodziny i przyjaciół. Oficjalnie Mieczysław przedstawiany był jako kuzyn i przysposobiony przez matkę brat Jerzego. Według relacji przyjaciół to Jankowski prowadził ich wspólny dom. Zajmował się również Jerzym, gdy ten pod koniec życia wymagał stałej opieki.
Już w 1959 Waldorff sporządził testament, starając się zabezpieczyć przyszłość Mieczysława wobec braku wystarczających gwarancji dla związków partnerskich w polskim systemie prawnym. Dla pewności, że jego wola zostanie uszanowana, uzupełnił testament odręcznym, obszernym kodycylem, w którym wyjaśniał, że zapisu w akcie notarialnym nie należy traktować jako spadku na rzecz Mieczysława Jankowskiego, lecz jako spłatę długu z tytułu należności za pracę w jego domu przez 60 lat.
Mieczysław Jankowski zmarł 10 kwietnia 2005. Jego prochy złożono we wspólnym grobie z Jerzym Waldorffem na warszawskim cmentarzu Powązkowskim (aleja katakumbowa, grób 80).